# Werner Stephan (Bibliothekar)
Werner Stephan (* 28. Dezember 1947 in Eschwege) ist ein deutscher Bibliothekar. Von 1998 bis 2014 war er Leitender Bibliotheksdirektor der Universitätsbibliothek Stuttgart.

## Leben und Wirken
Werner Stephan studierte Bauingenieurwesen, Geographie und Politikwissenschaft. Das erste Staatsexamen für den höheren Schuldienst legte er 1975 ab, die Magisterprüfung 1976. Von 1976 bis 1978 war er Studienreferendar, das zweite Staatsexamen folgte 1978. Als Bibliotheksreferendar an der Universitäts- und Landesbibliothek Darmstadt trat er 1979 in die Ausbildung für den höheren Bibliotheksdienst ein und absolvierte die Fachprüfung hierfür 1981 an der Bibliotheksschule Frankfurt/M. Von 1981 bis 1998 war er dann als wissenschaftlicher Bibliothekar an der Deutschen Nationalbibliothek in Frankfurt/M. tätig, wo er 1992 zum Bibliotheksdirektor ernannt wurde. In seine Frankfurter Dienstzeit arbeitete er u. a. an der Neubauplanung dieser Bibliothek. Im Jahre 1998 trat er die Nachfolge von Jürgen Hering an und wirkte bis 2014 als Leitender Bibliotheksdirektor der Universitätsbibliothek Stuttgart. Er war in zahlreichen in- und ausländischen Fachgremien tätig.
Stephan beschäftigt sich in seinen Veröffentlichungen mit der Schlagwortnormdatei, mit dem Bibliotheksbau und den Bibliotheken in Stuttgart sowie mit der Bewertung und Nutzung wissenschaftlicher Zeitschriften. Außerdem arbeitet er als einer der Experten für den neuzeitlichen Festungsbau.

## Veröffentlichungen (Auswahl)
- (Bearb.): Sonnenuhren. Ein Beitrag zur Konstruktion und Geschichte. Ausstellung in der Hessischen Landes- und Hochschulbibliothek Darmstadt im Schloss. Darmstadt 1980.
- Ausgewählte Quellen zum neuzeitlichen Festungsbau. Quellen in Bibliotheken, Quellenlage, Quellennutzung. In: Volker Schmidtchen (Hrsg.): Eine Zukunft für unsere Vergangenheit (= Schriftenreihe Festungsforschung, Bd. 1). Deutsche Gesellschaft für Festungsforschung, Wesel 1981, S. 98–114, ISBN 3-923279-00-0.
- Kooperative Schlagwortnormdatei (SWD). In: Bibliotheksdienst, Bd. 23 (1989), S. 241–253.
- (Bearb.): Die Schlagwortnormdatei, Entwicklungsstand und Nutzungsmöglichkeiten. Vorträge eines Kolloquiums zur Schlagwortnormdatei (SWD) in Frankfurt a.M. am 5. und 6. Oktober 1989 (= DBI-Materialien, Bd. 90). Deutsches Bibliotheksinstitut, Berlin 1990, ISBN 3-87068-890-4.
- Die Schlagwortnormdatei. Kooperative Dateiführung als Modell für eine überregionale Zusammenarbeit bei der verbalen Sacherschließung. In: Engelbert Plassmann (Hrsg.): Bibliotheken in Europa. 80. Deutscher Bibliothekartag in Saarbrücken 1990 (= Zeitschrift für Bibliothekswesen und Bibliographie, Sonderhefte, Bd. 53). Klostermann, Frankfurt/M. 1991, S. 170–180, ISBN 3-465-02288-2.
- (Hrsg., mit Uwe Laich): Informationsvermittlung und Dienstleistungsorientierung wissenschaftlicher Bibliotheken in den USA (= Bibliothek, Bildung und Fortschritt, Bd. 1). Universitätsbibliothek Stuttgart 1999, ISBN 3-926269-28-6.
- (mit Frank Scholze): Online Publikationsverbund. Erfassung und Organisation elektronischer Hochschulschriften. In: Bibliotheksdienst, Bd. 33 (1999), S. 92–102.
- (Hrsg.): Vom Mehrwert wissenschaftlicher Zeitschriften (= Bibliothek, Bildung und Fortschritt, Bd. 2). Universitätsbibliothek Stuttgart 2002, ISBN 3-926269-38-3.
- (Hrsg.): Das Zeitschriften-Paradoxon oder: Wer verfügt über wissenschaftliche Information? (= Bibliothek, Bildung und Fortschritt, Bd. 3). Universitätsbibliothek Stuttgart 2004, ISBN 3-926269-03-0.
- Zeitschriftenbewertung. Wirkungsvolles Verfahren zur Entwicklung einer neuen Bestandspolitik? Eine Fallstudie an der Universitätsbibliothek Stuttgart. In: Christian Enichlmayr (Hrsg.): Bibliotheken – Fundament der Bildung (= Schriftenreihe der Oberösterreichischen Landesbibliothek, Bd. 1). Weitra 2005, S. 194–203, ISBN 978-3-85252-684-3.
- Zertifizierung von Online-Publikationsservern. Ein wichtiger Schritt zur Qualitätssicherung elektronischer Dienstleistungen. In: Hans Hrusa (Hrsg.): Bibliothek, Technik, Recht. Festschrift für Peter Kubalek zum 60. Geburtstag. Manz, Wien 2005, S. 173–184, ISBN 3-214-00389-5.
- (Hrsg.): Bibliotheken in Stuttgart. Bestände, Benutzung, Öffnungszeiten. 8. Aufl. Universitätsbibliothek Stuttgart 2009, ISBN 978-3-926269-05-8.
- DIN-Fachbericht 13. Bau- und Nutzungsplanung für wissenschaftliche und öffentliche Bibliotheken und Archive in Deutschland. In: Ulrich Hohoff/Christiane Schmiedeknecht (Hrsg.): 98. Deutscher Bibliothekartag in Erfurt. Ein neuer Blick auf Bibliotheken. Olms, Hildesheim 2010, S. 66–75, ISBN 978-3-487-14334-7.
- (Hrsg.): 50 Jahre Neubau der Universitätsbibliothek Stuttgart 2011. Universitätsbibliothek Stuttgart 2011, ISBN 978-3-926269-33-1.
- (mit Klaus Jordan): Ausgesuchte Quellen zur Festungsgeschichte in der Sammlung Nicolai der württembergischen Landesbibliothek Stuttgart. In: Die Festung der Neuzeit in historischen Quellen (= Festungsforschung, Bd. 9). Schnell + Steiner, Regensburg 2018, S. 237–252, ISBN 978-3-7954-3266-9.